# Mościsko
Mościsko (Duits: Faulbrück) is een dorp in de Poolse woiwodschap Neder-Silezië. De plaats maakt deel uit van de gemeente Dzierżoniów en telt 2000 inwoners.

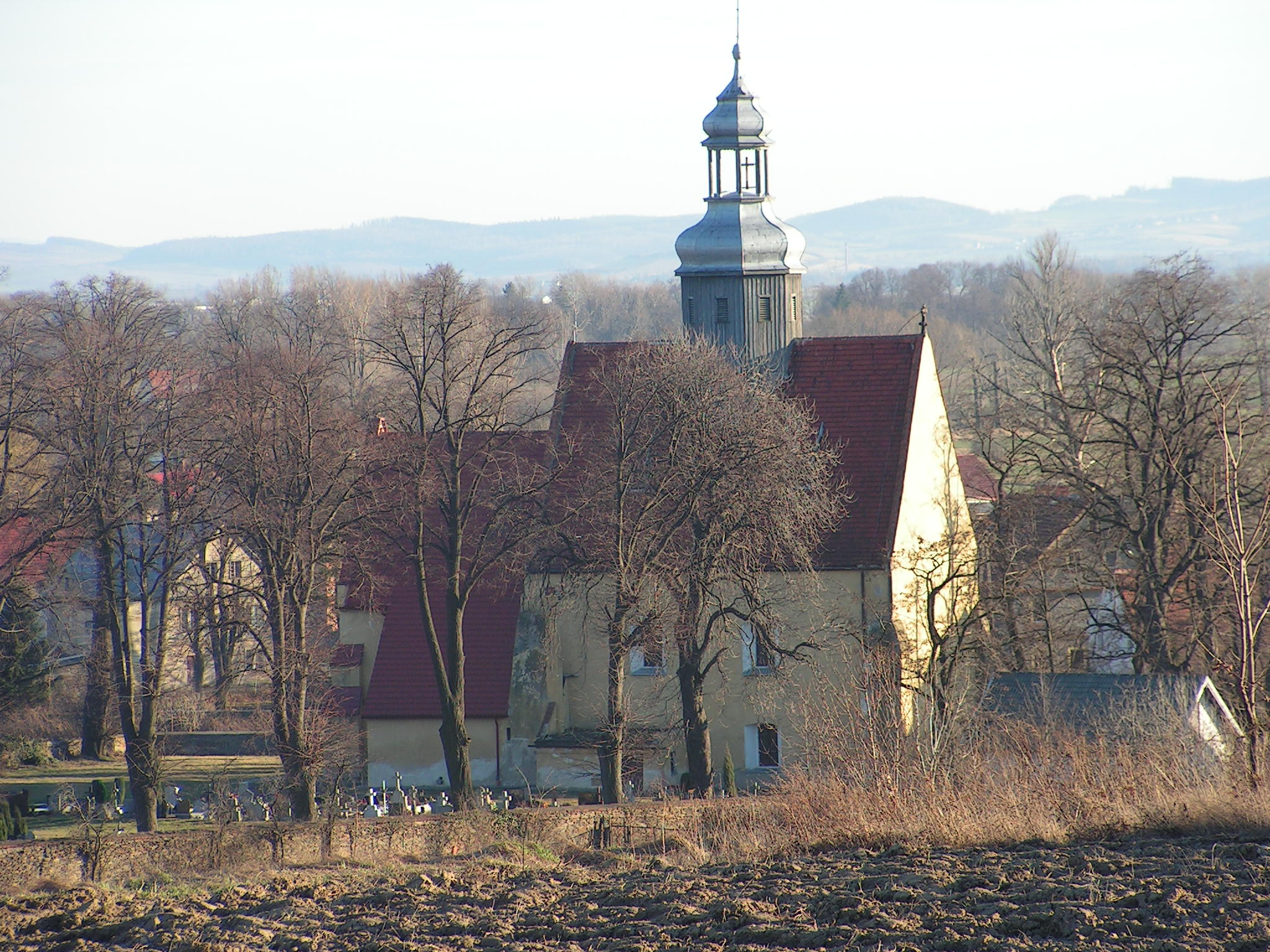
Kerk